# Coffee and Cigarettes
Coffee and Cigarettes és el nom de tres curtmetratges de Jim Jarmusch i també la pel·lícula de 2003 (consistent en onze curts) del mateix director de cinema independent. El tercer segment, Coffee and Cigarettes: Somewhere in California (1993), va estar nominat a la Palma d'Or al millor curtmetratge al Festival de Cinema de Canes, i Cate Blanchett va estar-ho als Premis Independent Spirit a la millor actriu secundària pel seu doble paper a la pel·lícula.

## Tema i estil
La pel·lícula està formada per onze curtmetratges còmics, cadascun amb la seva personalitat i el seu encant i presentats l'un rere l'altre, que van ampliant la idea que el director vol transmetre i que creen un efecte acumulatiu. Els personatges, asseguts en una tauleta prenent cafè i fumant, conversen sobre temes intrascendents i també profunds, alguns dels quals es repeteixen i serveixen de fil conductor entre segments: la cafeïna, la nicotina, les alegries i els petits vicis, el París a la dècada del 1920, la música, la fama, Nikola Tesla...
Jarmusch ens mostra com d'absorbents poden arribar a ser algunes obsessions i addiccions a la vida. L'ús visual del blanc i negre va lligat a la idea dels contrastos i la manca de comunicació, ja que en cada curt dues persones que no estan d'acord en absolut aconsegueixen parlar tranquil·lament asseguts a la mateixa taula.

## Argument
"Strange to Meet You"

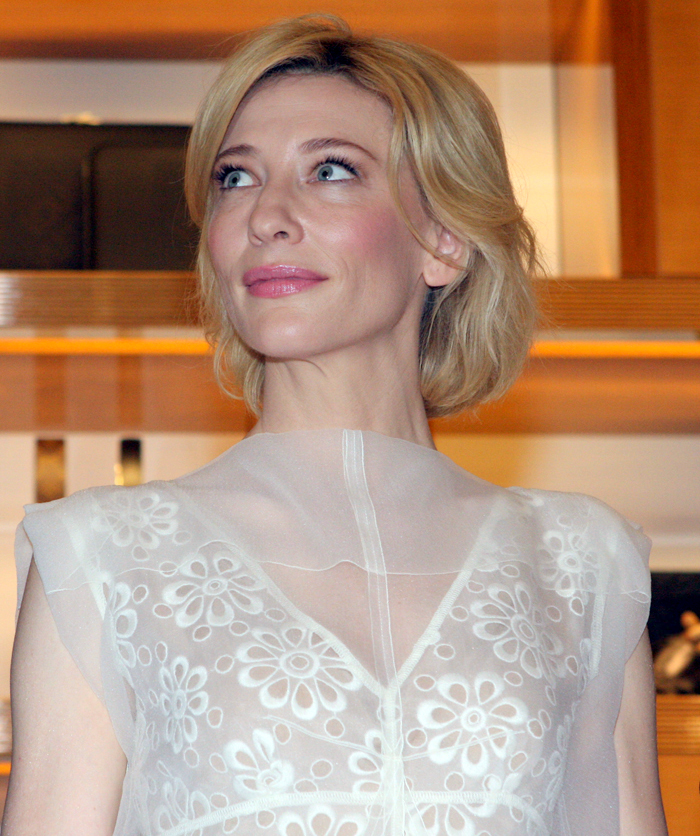
Cate Blanchett (2011).

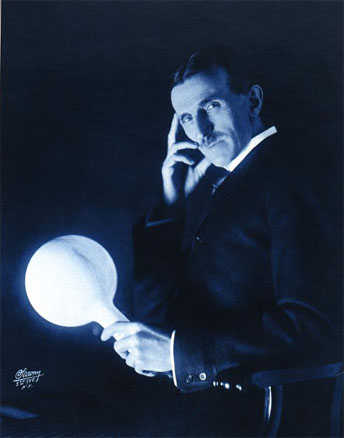
Nikola Tesla (ca 1900).

Aquest és el curtmetratge original de 1986 Coffee and Cigarettes. Roberto Benigni i Steven Wright queden en un bar i mantenen una conversa sobre cafè i cigarretes; però l'anglès de Benigni no és gaire bo, cosa que dificulta la comunicació. L'italià beu i fuma compulsivament, mentre que Wright explica que pren cafè abans d'anar a dormir per tal de tenir somnis ràpids. Al final intercanvien les cadires, però també la cita amb el dentista.
"Twins"
Aquest és el curtmetratge original de 1989 Coffee and Cigarettes: Memphis Version, conegut com a Coffee and Cigarettes II. Joie i Cinqué Lee interpreten els bessons del títol, de caràcters contraposats: l'una oberta i l'altre esquerp. Steve Buscemi, el cambrer de la cafeteria de Memphis on estan prenent cafè, els exposa la seva teoria sobre el bessó malvat d'Elvis Presley. Tots tres parlen de la llegenda urbana que afirma que el "rei del rock" va fer comentaris racistes durant una entrevista, i els germans acaben discutint-se sobre la roba que duen.
"Somewhere in California"
Aquest és el curtmetratge original de 1993 Coffee and Cigarettes: Somewhere in California. Iggy Pop i Tom Waits fumen cigarretes en un bar de carretera i celebren que han deixat de fumar, mentre mantenen una pausada conversa sobre el cafè, l'hàbit de fumar i la música, i Waits es fa passar per metge per tal d'impressionar Iggy.
"Those Things'll Kill Ya"
Joseph Rigano i Vinny Vella conversen sobre els perills de fumar mentre prenen cafè en un restaurant. El fill del segon, un noi que no parla, arriba per a demanar-li diners al seu pare; aquest, però, vol una mica d'afecte a canvi, cosa que Vinny Vella Jr. no està disposat a donar-li.
"Renée"
Renée French pren cafè mentre fulleja un catàleg d'armes i el cambrer (E.J. Rodríguez) intenta servir-la, ansiós per mantenir una conversa amb ella.
"No Problem"
Alex Descas i Isaach de Bankolé són dos amics que no es veuen de fa força temps. El segon es mostra sorprès d'aquesta trobada, i està convençut que el seu company té un problema; però, per més que li pregunta el motiu de l'inesperat retrobament, l'altre insisteix que no li passa res. Al final es veu aquest jugant amb uns daus damunt la taula.
"Cousins"
Cate Blanchett és una estrella de cinema que queda al lounge d'un hotel amb la seva cosina Shelly (interpretada per la mateixa actriu), a qui fa anys que no veu. Totes dues intenten posar-se al dia de les seves coses mentre prenen cafè: la promoció de la pel·lícula de Cate, el nòvio músic de Shelly, la fama, els regals..., però no tenen gaire cosa a dir-se i es creen silencis incòmodes. Un cop l'actriu ha marxat el cambrer li diu a Shelly que fumar allà està prohibit.
"Jack Shows Meg His Tesla Coil"
Meg i Jack White (components del grup The White Stripes) estan en un bar prenent cafè i fumant, i ell li parla de Nikola Tesla i de l'energia, i li fa una demostració de l'aparell que ha dut en un carretó vermell: la bobina de Tesla que ha construït. Però l'aparell s'espatlla, i el cambrer (Cinqué Lee) i Meg intenten donar idees de què pot haver fallat.
"Cousins?"
Els actors Alfred Molina i Steve Coogan queden per a prendre el te. Mentre el primer es mostra molt il·lusionat de conèixer el segon, aquest es mostra antipàtic i amb una actitud distant, que només canvia quan una admiradora li demana un autògraf. Després d'una estona intercanviant elogis Molina li confessa el seu descobriment: ha encarregat un estudi genealògic i ha esbrinat que són cosins llunyans; li agradaria quedar amb ell sovint i mantenir una amistat, cosa que no sembla interessar en absolut a Coogan, qui intenta treure-se'l de sobre amb excuses. Després d'escoltar una sobtada conversa telefònica entre Molina i el seu amic Spike Jonze, Coogan es penedeix del que ha dit i vol arreglar-ho... però ja és massa tard.
"Delirium"
GZA i RZA, membres del grup de hip-hop Wu-Tang Clan i cosins, estan prenent el te en un bar i parlant de les maldats de la cafeïna quan arriba el cambrer oferint-los cafè; els músics es mostren sorpresos en veure que és l'actor Bill Murray, que el beu directament de la cafetera. Tots tres parlen dels perills de la cafeïna i la nicotina, i RZA confessa que abans solia prendre'n cada dia abans d'anar a dormir, perquè el feia somiar més ràpidament. Abans de tornar a la feina, Murray els demana que mantinguin la seva identitat de cambrer en secret.
"Champagne"
William "Bill" Rice i Taylor Mead aprofiten el seu breu descans a la feina per prendre un cafè i fer una cigarreta, mentre tenen una conversa nostàlgica sobre Gustav Mahler, Nikola Tesla, el París dels anys 20 i el Nova York de finals dels 70, mentre s'imaginen que estan brindant amb xampany.

## Repartiment
| "Strange to Meet You" - Roberto Benigni: Roberto - Steven Wright: Steven "Twins" - Joie Lee: bessó bo - Cinqué Lee: bessó malvat - Steve Buscemi: cambrer "Somewhere in California" - Iggy Pop: Iggy - Tom Waits: Tom "Those Things'll Kill Ya" - Joseph Rigano: Joe - Vinny Vella: Vinny - Vinny Vella Jr.: Vinny Jr. | "Renée" - Renée French: Renée - E.J. Rodriguez: cambrer "No Problem" - Alex Descas: Alex - Isaach de Bankolé: Isaach "Cousins" - Cate Blanchett: Cate / Shelly - Michael Hogan: cambrer "Jack Shows Meg His Tesla Coil" - Jack White: Jack - Meg White: Meg - Cinqué Lee: cambrer | "Cousins?" - Alfred Molina: Alfred - Steve Coogan: Steve - Katy Hansz: Katy "Delirium" - GZA: GZA - RZA: RZA - Bill Murray: Bill Murray "Champagne" - William Rice: Bill - Taylor Mead: Taylor |

## Banda sonora
La banda sonora de la pel·lícula, de l'any 2004, és eclèctica i varia a cada segment: podem sentir temes de jazz, rock, rhythm and blues, funk, ska, o fins i tot música clàssica, utilitzats com a so de fons de les converses o bé per omplir silencis. Malgrat aquest eclecticisme, les cançons de l'àlbum estan lligades subtilment entre si per diverses connexions:

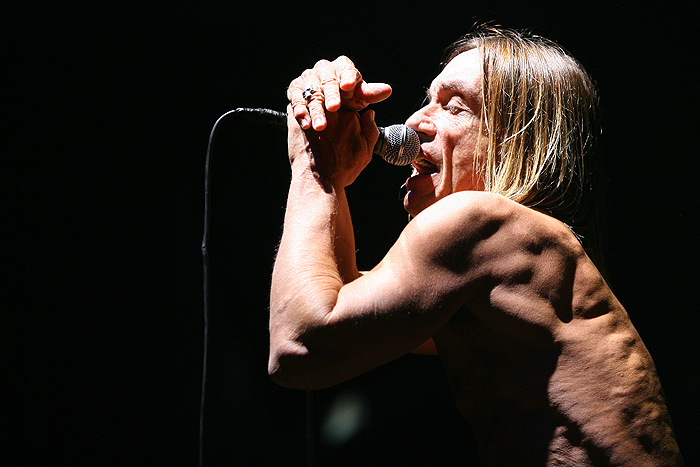
Iggy Pop en una actuació el 2007

1. Louie, Louie - Richard Berry - 2:11
2. Nappy Dugout - Funkadelic - 4:38
3. Crimson and Clover - Tommy James & The Shondells - 5:26
4. Down on the Street - The Stooges - 3:45
5. Nimble Foot Ska - The Skatalites - 3:09
6. Baden Baden - The Modern Jazz Quartet - 4:02
7. Hanalei Moon - Jerry Byrd - 3:10
8. Fantazia 3 in G Minor - Fretwork, de Henry Purcell - 2:28
9. Enna Bella - Eric "Monty" Morris - 1:59
10. Saw Sage - C-Side / Tom Waits - 5:28
11. A Joyful Process - Funkadelic - 6:18
12. Louie, Louie - Iggy Pop - 3:54
13. Ich bin der Welt abhanden gekommen - Janet Baker, de Gustav Mahler - 6:45